# Laurent Pothenot
Laurent Pothenot, né vers 1650 à Chaumont et mort à Paris le 31 août 1732, est un mathématicien français, membre de l'Académie royale des sciences et professeur au Collège royal.

## Biographie
Il travailla avec Jean-Dominique Cassini et Philippe de La Hire pour établir la méridienne de France. Il fut reçu en 1682 comme académicien géomètre à l'Académie royale des sciences. Il travailla ensuite avec La Hire aux nivellements de l'Eure, que le ministre Louvois voulait amener à Versailles, ce qui ne put jamais être effectué. Il entra en 1684 comme professeur de mathématiques au Collège royal, mais fut exclu de l'Académie des sciences pour cause d'absences trop fréquentes. Il mourut à l'âge de 82 ans et fut inhumé à l'église Saint-Étienne-du-Mont.
Laurent Pothenot est connu surtout pour avoir résolu ce que l'on a appelé « le plus célèbre des problèmes d'arpentage », formulé ainsi par l'Académie des sciences : « Monsieur Pothenot a donné la solution du problème de géométrie pratique : trouver la position d'un lieu qu'on ne peut voir des principaux points d'où l'on observe. » Dans le mémoire qu'il rédigea pour l'Académie en 1692, Pothenot expliquait qu'« il y a quantité de lieux qui n'ont point de marques sensibles que l'on puisse apercevoir de loin ; par exemple, les principaux contours des rivières, des vallées et des forêts ; la jonction des ruisseaux et des vallons, leurs têtes, la situation des ponts, et les rencontres des grands chemins ; et ainsi il est mal aisé de déterminer la position de ces lieux, qu'il est néanmoins nécessaire de marquer sur une carte. M. Pothenot s'est souvent trouvé dans cette difficulté lorsqu'il a travaillé par l'ordre du roi à la carte des environs du nouveau canal de la rivière d'Eure [...]. »
Ce problème avait cependant été traité 75 ans plus tôt par le mathématicien néerlandais Willebrord Snellius, qui en publia la solution dans son Eratosthenes Batavus en 1617. Sa solution passa toutefois inaperçue et le problème fut connu pendant longtemps sous le nom « problème de Pothenot » avant d'être rebaptisé « problème de Snellius-Pothenot ».